# Tibor Zsákovics
Tibor Zsákovics [tybor žákovič] (* 30. září 1968) je bývalý slovenský fotbalista, záložník.

## Fotbalová kariéra
Hrál za DAC Dunajská Streda, na vojně za Hurbanovo, půl roku za Gabčíkovo. Kariéru končil v nižších soutěžích v Německu a Rakousku. V české a slovenské lize nastoupil ve 174 utkáních a dal 17 gólů. V evropských pohárech nastoupil ve 3 utkáních.